# Spergula morisonii
Spergula morisonii é uma espécie de planta com flor pertencente à família Caryophyllaceae. 
A autoridade científica da espécie é Boreau, tendo sido publicada em Revue Botanique; Recueil Mensuel 2(9–10): 424. 1847.

## Portugal
Trata-se de uma espécie presente no território português, nomeadamente em Portugal Continental.
Em termos de naturalidade é nativa da região atrás indicada.

## Protecção
Não se encontra protegida por legislação portuguesa ou da Comunidade Europeia.